# 上野章子
上野 章子（うえの あきこ、大正8年（1919年）1月10日 - 平成11年（1999年）1月15日）は、日本の俳人、随筆家。高浜虚子の六女で上野泰の妻。

## 略歴
1919年、高浜虚子の六女として鎌倉市に生まれる。フェリス和英女学校卒。1936年、在学中に虚子の渡欧に随行する。1942年、『ホトトギス』同人の上野泰と結婚する。戦後は夫婦で結社「春潮」を立ち上げるも1973年、泰の急逝により主宰となる。俳人協会会員。俳句の他、高浜家や虚子、夫の泰のことなど多くの随筆も残している。1999年1月15日、心不全により79歳で死去。

## 句集
- 『上野章子集』 俳人協会 1981年
- 『六女』 永田書房 1986年
- 『桜草』 角川書店 1991年
- 『一と月一句 上野泰 章子秀句』（三信図書・1996年）

## 随筆
- 『こどもたちへ』春潮会 1978年
- 『佐介此頃 上・下巻』角川書店 1998年